# Azevedos de São João del Rei

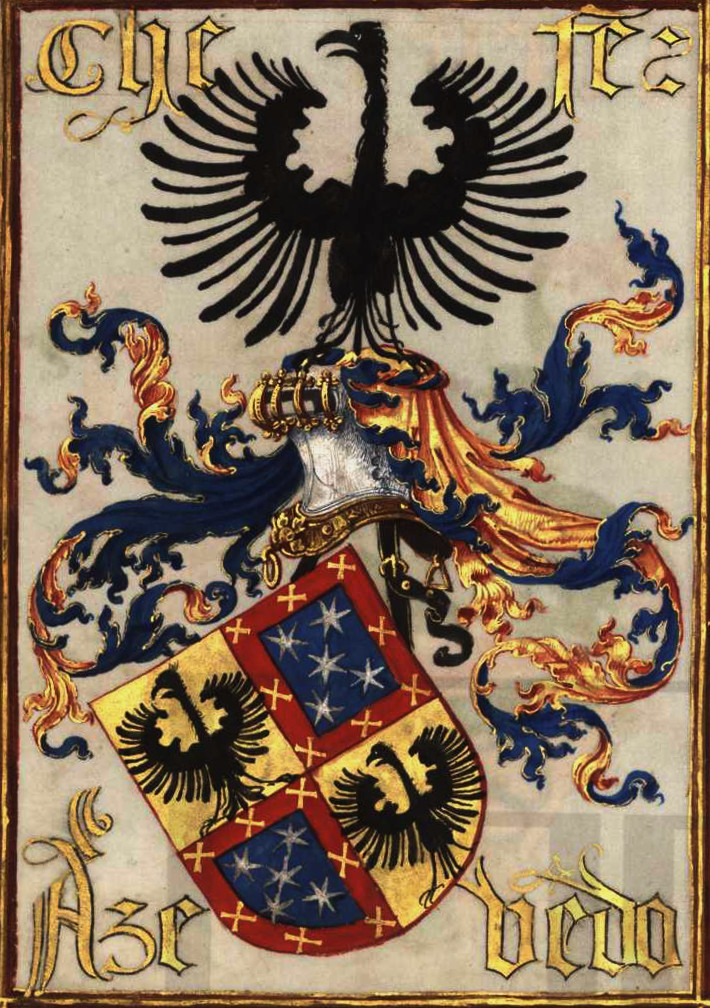
Armas dos Azevedos de São João del Rei no Livro da Nobreza e Perfeição das Armas

Os Azevedos de São João del Rei são um ramo da família Azevedo, detentores do senhorio de São João de Rei (Póvoa de Lanhoso) e descendentes dos Azevedos senhores do Couto de Azevedo.
Lopo Dias de Azevedo recebeu esse senhorio de D. João I, no ano de 1383.
Usavam por brasão um esquartelado: no primeiro quartel, uma águia preta em campo de oiro; no segundo em azul cinco estrelas de prata, com uma orla sanguinha, e nela oito aspas de oiro; e assim os contrários; e por timbre a mesma águia. 
Derivam estas armas das próprias dos Azevedo, em campo de oiro uma água negra estendida, acrescentadas das que tiveram pelas famílias a que se foram ligando.